# أندرو جاكسون ريتشي
أندرو جاكسون ريتشي هو سياسي أمريكي، ولد في 30 يناير 1868، وتوفي في 1948. انتخب عضو مجلس نواب جورجيا ‏.